# Walls of Jericho
Walls of Jericho je první studiové album německé speedmetalové hudební skupiny Helloween. Vydáno bylo roku 1985 a sehrálo zásadní vliv ve vývoji speed metalu. V roce 1988 byly EP Helloween a EP Judas přidány na Walls of Jericho, od té doby je album vydáváno jako rozšířená kompilace.

## Seznam skladeb
1. Walls of Jericho (Weikath/Hansen) – 0:53
2. Ride the Sky (Hansen) – 5:54
3. Reptile (Weikath) – 3:45
4. Guardians (Weikath) – 4:19
5. Phantoms of Death (Hansen) – 6:33
6. Metal Invaders (Hansen/Weikath) – 4:10
7. Gorgar (Hansen/Weikath) – 3:57
8. Heavy Metal (Is the Law) (Hansen/Weikath) – 4:08
9. How Many Tears (Weikath) – 7:11

## Rozšířená verze

### CD 1
1. Starlight (Weikath/Hansen) – 5:17
2. Murderer (Hansen) – 4:26
3. Warrior (Hansen) – 4:00
4. Victim of Fate (Hansen) – 6:37
5. Cry for Freedom (Weikath/Hansen) – 6:02
6. Walls of Jericho (Weikath/Hansen) – 0:53
7. Ride the Sky (Hansen) – 5:54
8. Reptile (Weikath) – 3:45
9. Guardians (Weikath) – 4:20
10. Phantoms of Death (Hansen) – 6:33
11. Metal Invaders (Hansen/Weikath) – 4:08
12. Gorgar (Hansen/Weikath) – 3:57
13. Heavy Metal (Is the Law) (Hansen/Weikath) – 4:08
14. How Many Tears (Weikath) – 7:11
15. Judas – 4:38

### CD 2
1. Murderer (remix) – 4:34
2. Ride the Sky (remix) – 6:45
3. Intro / Ride the Sky (live) – 7:16
4. Guardians (live) – 4:26
5. Oernst of Life – 4:46
6. Metal Invaders (1984) – 4:36
7. Surprise Track – 2:07

## Sestava
- Kai Hansen – kytara, zpěv
- Michael Weikath – kytara, návrh obalu
- Markus Grosskopf – baskytara
- Ingo Schwichtenberg – bicí

- James Hardaway – Emulator II
- Produkce, režie a mix – Harris Johns

- Edda a Uwe Karczewski – návrh obalu
- Peter Vahlefeld – úprava, typografie